# Korsholmen (vid Onas, Borgå)
Korsholmen är en ö i Finland. Den ligger i Finska viken och i kommunen Borgå i den ekonomiska regionen  Borgå i landskapet Nyland, i den södra delen av landet. Ön ligger omkring 32 kilometer öster om Helsingfors.
Öns area är 3,5 hektar och dess största längd är 280 meter i nord-sydlig riktning.